# Ray Musto

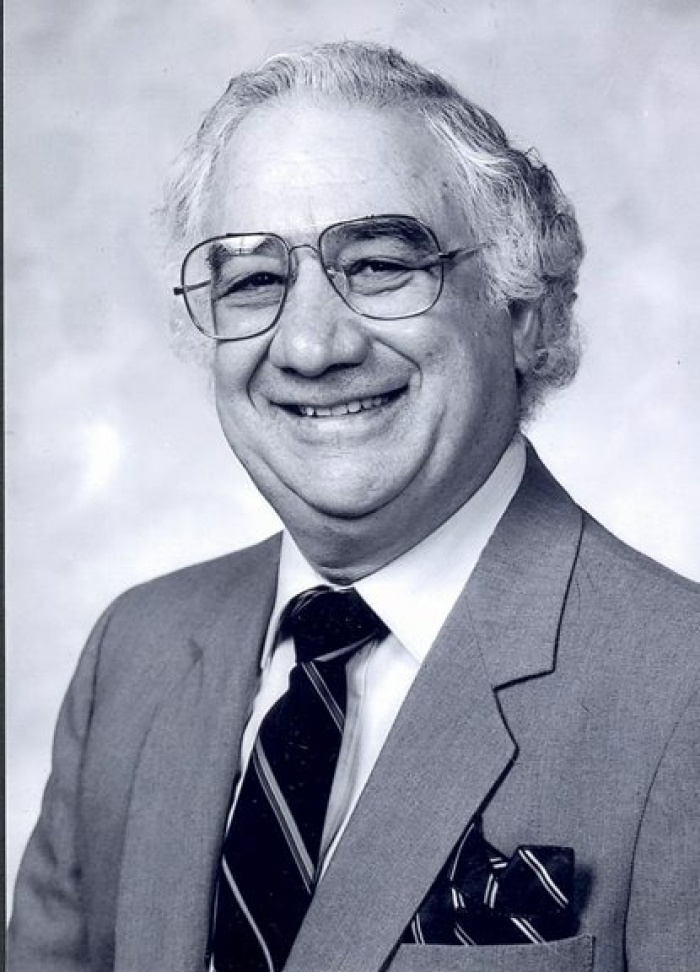
Ray Musto.

Raphael John "Ray" Musto, född 30 mars 1929 i Pittston, Pennsylvania, död 24 april 2014 i Pittston, Pennsylvania, var en amerikansk demokratisk politiker. Han var ledamot av USA:s representanthus 1980-1981.
Musto gick i skola i Pittston Township High School. Han tjänstgjorde i USA:s armé 1951-1953. Han utexaminerades 1971 från King's College i Wilkes-Barre.
Kongressledamoten Daniel J. Flood avgick 1980 på grund av en korruptionsskandal. Musto vann fyllnadsvalet för att efterträda Flood i representanthuset. Han besegrades sedan i kongressvalet 1980 av republikanen James L. Nelligan. Han var ledamot av delstatens senat mellan 1983 och 2010.